# Muzeusz
Muzeusz z Marsylii (V wiek) – kapłan, który za zachętą biskupa Weneriusza, a później Eustachego ułożył lekcjonarz, responsorium, sakramentarz i homiliarz. Pisma te nie zachowały się.